# Colponema
A Colponema vízi környezetekben és talajban élő eukariovor egysejtű ostorosok kládja. 8 ismert faja van, és nem vizsgálták alaposan. 2 ostora van, melyek közvetlenül a sejt elülső vége alatt indulnak. Az egyik előre, a másik egy felszíni mélyedésen át hátra mutat. Kisebb ostorosokat eszik ventrális sejtszájával. Számos más Alveolata-fajhoz hasonlóan trichocisztái, tubuláris cristái és alveolusai vannak. Cavalier-Smith és Chao 2004-ben feltételezte, hogy a többi Alveolata-klád testvércsoportja, ezt 2020-ban Tyihonyenkov et al. igazolták. A nemzetség segítheti az Alveolata eredetének megértését és az eukariótákra ősi jellemzői megértését. A Colponemidia egyetlen nemzetsége.

## Etimológia
A név a görög κόλπος, üreg, hajlat – feltehetően a jól látható üregre utaló – és a νήμα, fonál – az elöl induló, a sejtszájon áthaladó hátra mutató ostorra utaló – szóból ered. Bár a Colponema eredeti leírása nem tartalmaz etimológiai magyarázatot, Stein 1883-as könyve kiemeli a nagy ventrális sejtszájat, és az ábrákon szerepel az azon áthaladó ostor.

## Történet
Először Friedrich Ritter Stein írta le 1878-as Der Organismus der Flagellatenében, mely számos ostoros faj leírását tartalmazza. A Colponema loxodest egy sorban írta le, melyben nagy ventrális mélyedést írt le, és egy, a fajt különböző szögekből mutató képre hivatkozott. Ezután 2 új fajt (C. globosum, C. symmetricum) írtak le. A Colponemida ultraszerkezetét 1975-ben írták le először, Mignot és Brugerolle ekkor tanulmányozták a C. loxodest. A többi fajt (C. edaphicum, C. vietnamica, C. marisrubri) később helyezték a nemzetségbe, és a filogenetikai elemzések lehetővé tették a Colponema használatát az Alveolata-evolúcióról szóló kérdések megválaszolására.
A C. marisrubrit későbbi tanulmányok a Provora tagjaként mutatták ki, így Ancoracysta marisrubrira, majd Nebulomonas marisrubrira nevezték át.

## Élőhely és ökológia
Egysejtű predátor, mely megtalálható tavakban, talajban, víztározókban, tengeri üledékben és szennyvízben. Obligát eukariovor, vagyis csak más eukariótákat (például Neobodonidae) eszik, és nem eszik más zsákmányt, például baktériumokat. Elsődleges szerepe kisebb ostorosok mennyiségének irányítása. Elsődleges predátorai feltehetően nagyobb eukarióták és kis állatok, de ökológiai szerepe ritkasága és nehéz tenyészthetősége miatt nem ismert. Ritkasága megerősíti a mikroba-táplálékláncban a predátori szerepet: a predátorok általában kisebb számban vannak jelen a populációjuk fenntartásához szükséges zsákmány nagy mennyisége miatt.

## Genetika
A C. vietnamicában 2 káliumszelektív csatornarodopszin ismert.
Mivel a Colponema-minták gyakran tartalmazzák a táplálékául használt Procryptobia nemzetséget, önállóan nehezen vizsgálható. Membrán-belsőfehérje

## Morfológia
Színtelen kétostorú nemzetség feltűnő ventrális sejtszájjal. 4–14 μm széles, 8–17 μm hosszú, és elöl keskenyedő tojás alakú. 1 μm hosszú toxicisztái is vannak, melyek a sejtből extrudálva a zsákmányt bénítják. A kontraktilis vakuólumok jelenlétében, a dorzoventrális lapultság mértékében és az ostorhosszokban különböznek fajai. Mikropórusa nincs, sejtszáját 2 mikrotubulussáv veszi körbe.
Ostorai heterodinamikusak, és a sejt elülső vége alatt indulnak ki. Egyikük előre mutat, alapján nem csőszerű masztigonémák találhatók. A másik alapja közelében hajlattal rendelkezik, és a sejtszájon áthaladva hátramutat. Zsákmányát egyben nyeli el a sejtszájon keresztül, és nagy emésztő űröcskékben bontja le.
Más Alveolata-fajokhoz hasonlóan pellikulája 3 membrános, és felfújt kortikális alveolusai vannak. Mitokondriumai tubuláris cristákkal rendelkeznek. Több más Alveolata-kláddal közös jellemzői azonban nincsenek, például nincs roptriája, levezetett csillói vagy palintómiája.

## Életciklus
Nem ismert kultúrában nyugvó fázisa vagy ivaros szaporodása. Ivartalanul a sejtszájjal párhuzamos osztódási síkú hosszanti osztódással szaporodik. Csak sok más eukarióta bekebelezése után tud osztódni.

## Jelentőség
A maláriához hasonló gyakori betegségektől a víztestek bakteriális közösségeinek karbantartásáig az Alveolata jelentős orvosi és gazdasági hatású. Az Alveolata eredetéhez közel kialakult kládokkal jobb kép alakítható ki a klád fejlődéséről. A Colponema az Alveolata fejlődésének megértésében hasznos, mivel az egyik elsőként kialakult csoport, és fontos jellemzői vannak, melyek segítik az összehasonlítást más Alveolata-kládokkal. Ez felhasználható az Alveolata közös ősének rekonstrukciójára és e fontos és elterjedt élőlények megértésének javítására.

## Fajai
- Colponema agitans Davis 1947
- Colponema brasiliana (Skvortzov et Noda 1969) Bicudo 1991
- Colponema edaphicum  Mylnikov et Tikhonenkov 2007[1]
- Colponema globosum De Faria, Cunha et Pinto 1922[1]
- Colponema loxodes Stein 1878[1]
- Colponema subsphaerica (Skvortzov et Noda 1969) Bicudo 1991
- Colponema symmetricum Sandon 1927[1]
- Colponema vietnamica Tikhonenkov, Mylnikov et Keeling 2013[1]

## Fordítás
Ez a szócikk részben vagy egészben  a   Colponema című angol Wikipédia-szócikk ezen változatának fordításán alapul.  Az eredeti cikk szerkesztőit annak laptörténete sorolja fel. Ez a jelzés csupán a megfogalmazás eredetét és a szerzői jogokat jelzi, nem szolgál a cikkben szereplő információk forrásmegjelöléseként.